# پالینورو
پالینورو (به ایتالیایی: Palinuro) یک منطقهٔ مسکونی در ایتالیا است که در چنتولا واقع شده‌است. پالینورو ۱٬۵۰۰ نفر جمعیت دارد و ۵ متر بالاتر از سطح دریا واقع شده‌است.